# كأس أنغولا 2001
كأس أنغولا 2001 هو موسم من كأس أنغولا. كان عدد الأندية المشاركة فيه 17، وفاز فيه Atlético Petróleos do Namibe ‏.